# Joseph Saul Nathansohn
Joseph Saul Nathanson, in ebraico יוסף שאול בן אריה הלוי‎? (Brzeżany, 1808 – Leopoli, 4 marzo 1875), rinomato rabbino, talmudista e posek (giurista di Legge ebraica (Halakhah),  commentatore del Talmud di Gerusalemme (Yerushalmi).

## Biografia
Rabbi Nathansohn nacque in Galizia, a Brzeżany (ora in Ucraina occidentale), figlio di Aryeh Lebush Nathanson, rabbino in quella città e autore di stimata opera talmudica Bet El. Studiò il Talmud a Leopoli insieme a suo genero Mordecai Zeeb Ettinger. Negli anni 1830 a Leopoli — in quel tempo sotto l'Impero austriaco — fondò un gruppo di studio informale sotto la sua guida;  questa "yeshivah" attrasse numerosi studenti brillanti della Galizia. Nel 1857 Nathanson fu eletto rabbino di Leopoli, dove officiò per diciotto anni. Fu ampiamente riconosciuto come importante autorità rabbinica e gli fu chiesto di giudicare varie questioni e problematiche contemporanee; le sue sentenze sono tuttora citate con regolarità. Nathanson fu molto ricco e svolse continue attività filantropiche. Non ebbe figli e morì a Leopoli il 4 marzo 1875.

## Opere
Rabbi Nathanson fu scrittore prolifico – tra le sue opere (tutte in ebraico) si annoverano:
- "Mefareshe ha-Yam" (Leopoli, 1828), in collaborazione con suo genero Mordecai Zeeb Ettinger: note di Joshua Heschel sul "Yam ha-Talmud" coi rispettivi responsa
- "Me'irat 'Enayim" (Vilna, 1839), anche insieme a Ettinger, sul kashrut
- "Magen Gibborim",  (Leopoli, parte I, 1832; parte II, 1837), insieme a Ettinger, su Shulkhan Arukh, Orach Chayim
- "Yad Yosef" e "Yad Sha'ul" sullo Shulkhan Arukh, Yoreh De'ah (Leopoli, 1851)
- "Ner Ma'arabi", sul Talmud gerosolimitano
- "Haggahot ha-Shass", note critiche sul Talmud
- "Ma'ase Alfas", commentario su Isaac Alfasi
- "Sho'el u-Meshiv", responsa (sua opera principale) (Leopoli, 1865–79) - disponibile a HebrewBooks.org: Kama, Tinyana, Telisa'ah, Revia'ah, Hamisha'ah, Shesisa'ah
- "Dibre Sha'ul ve-Yosif Da'at", responsa (Leopoli, 1879) - disponibile a HebrewBooks.org: Vol. I, Vol. II, Vols. I & II
- "Dibre Sha'ul", commentario sulla Haggadah di Pesach, ristampato nel 2014
- "Dibre Sha'ul", sul Pentateuco ed i Cinque Scrolli
- "Dibre Sha'ul", sulla Aggadah -
- "Bitul Moda'ah", a difesa della Macchina per mazot
- "Yados Nedarim", sulle leggi di Nedarim
- "Dibre Sha'ul / Edus Be'Yosef"